# Elimaea nautica
Elimaea nautica är en insektsart som beskrevs av Sigfrid Ingrisch 1998. Elimaea nautica ingår i släktet Elimaea och familjen vårtbitare. Inga underarter finns listade i Catalogue of Life.